# 錬武台駅
錬武台駅（ヨンムデえき）は、大韓民国忠清南道論山市にある韓国鉄道公社江景線の駅である。錬武台とは、近隣にある大韓民国陸軍訓練所の別称である。

## 利用可能な路線
韓国鉄道公社
江景線

## 歴史
- 1958年5月15日 - 開業[1]。

## 隣の駅
韓国鉄道公社
江景線
彩雲信号場 - 錬武台駅